# 유희 (드뷔시)
《유희》(프랑스어: Jeux)는 클로드 드뷔시가 작곡한 발레 음악이다.

## 개요
디아길레프의 의뢰로 작곡하기 시작했으며, 작곡 속도가 빨라 1912년 8월 중순에 완성되었다. 1913년 5월 15일에 초연되었는데, 같은 해에 스트라빈스키의 봄의 제전이 초연되었다.

## 내용
한 소년과 두 소녀가 테니스를 하는데, 공을 잃어버려 잃은 공을 찾는 동안 사랑이 싹트는 것이다.

## 악기 편성
- 목관악기: 피콜로2, 플루트2, 오보에2, 잉글리시 호른, 클라리넷2, 베이스 클라리넷, 바순3, 사뤼소폰
- 금관악기: 호른4, 트럼펫3, 트롬본3, 튜바
- 타악기: 팀파니, 실로폰, 심벌즈, 탬버린, 트라이앵글
- 건반악기: 첼레스타
- 현악기: 하프2, 현악 5부